# The Mummy's Curse
The Mummy's Curse (A Maldição da Múmia, no Brasil) é um filme estadunidense de 1944 dirigido por Leslie Goodwins. É o quinto filme da franquia A Múmia da Universal Pictures, e marca a aparição final de Lon Chaney Jr. no papel da múmia egípcia Kharis.

## Elenco
- Lon Chaney Jr.	...	Kharis
- Peter Coe	...	Dr. Ilzor Zandaab
- Virginia Christine	...	Princess Ananka
- Kay Harding	...	Betty Walsh
- Dennis Moore	...	Dr. James Halsey
- Martin Kosleck	...	Ragheb
- Kurt Katch	...	Cajun Joe
- Addison Richards	...	Pat Walsh
- Holmes Herbert	...	Dr. Cooper
- Charles Stevens	...	Achilles
- William Farnum	...	Sacristan
- Napoleon Simpson	...	Goobie